# Pterichthyodes
Pterichthyodes es un género de peces placodermos antiarcos del período Devónico. Presentan una extrema divergencia con los peces modernos. Sus fósiles se han hallado en Escocia. Fue una de las primeras especies fósiles reconocida como tales, ya que sus restos son comunes en la formación Old Red Sandstone que ha sido estudiada por los geólogos desde principios del siglo XIX. Debido a sus grandes divergencias con respecto a los peces modernos, fueron un enigma sin resolver hasta que Charles Darwin divulgó sus teorías sobre la evolución.

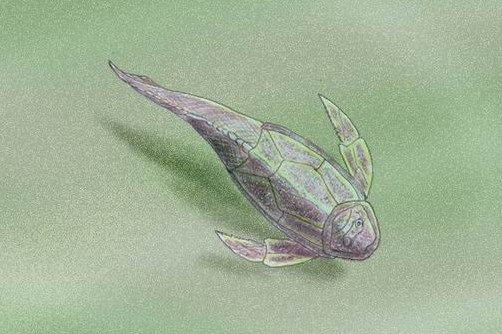
Reconstrucción artística de Pterichthyodes

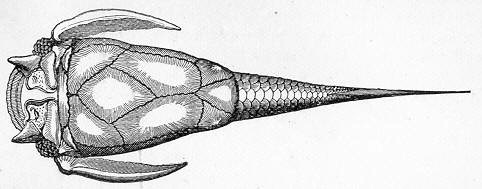
Reconstrucción de Pterichthys milleri mostrando su armadura corporal

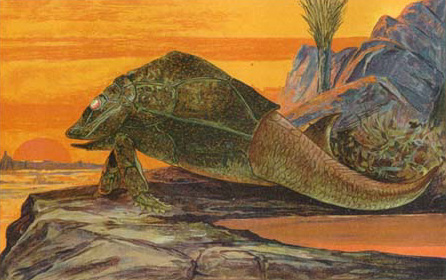
Reconstrucción anticuada de F. John representando a un Pterichthys terrestre

## Descripción
Pterichthyodes estaba pesadamente acorazado en su cabeza y la parte frontal del cuerpo, mientras que su cola carecía de protección. Las longitudes de los especímenes hallados van desde 20 centímetros hasta 30 centímetros. Siendo placodermos, fueron miembros del primer grupo de animales que poseía mandíbulas, aunque estas tuvieran placas afiladas en vez de dientes. Pterichthyodes se distingue fácilmente de otros placodermos por sus extraños apéndices en forma de ala situados en donde estarían las aletas de los peces modernos ("pterichthys" es el término en idioma griego antiguo para "pez ala")–en sentido estricto, estas no son las aletas que usualmente se hallan en los peces actuales, las cuales evolucionaron en otro grupo de peces, los Actinopterygii. Los fósiles de Pterichtyodes muestran los ojos posicionados en la parte superior de la cabeza y un "escudo de baúl ventralmente aplanado" sugiere que era un habitante de los fondos de los lagos, donde pudo haberse arrastrado usando sus apéndices pectorales. También se ha propuesto que Pterichthyodes usaba estos apéndices para enterrarse a sí mismo.

## Dieta
Pterichthyodes pudo haberse alimentado navegando por las áreas poco profundidad de los lechos de lagos buscando el detritus en descomposición.